# Аманколь
Аманколь (до 199? г. — Тельман) — село в Иргизском районе Актюбинской области Казахстана. Входит в состав Аманкольского сельского округа.

## Население
В 1999 году население села составляло 1108 человек (573 мужчины и 535 женщин). По данным переписи 2009 года, в селе проживало 706 человек (367 мужчин и 339 женщин).